# Laney
Laney Amplification (založená 1. září 1967) je přední britská firma zabývající se vývojem a výrobou kytarových a basových zesilovačů.

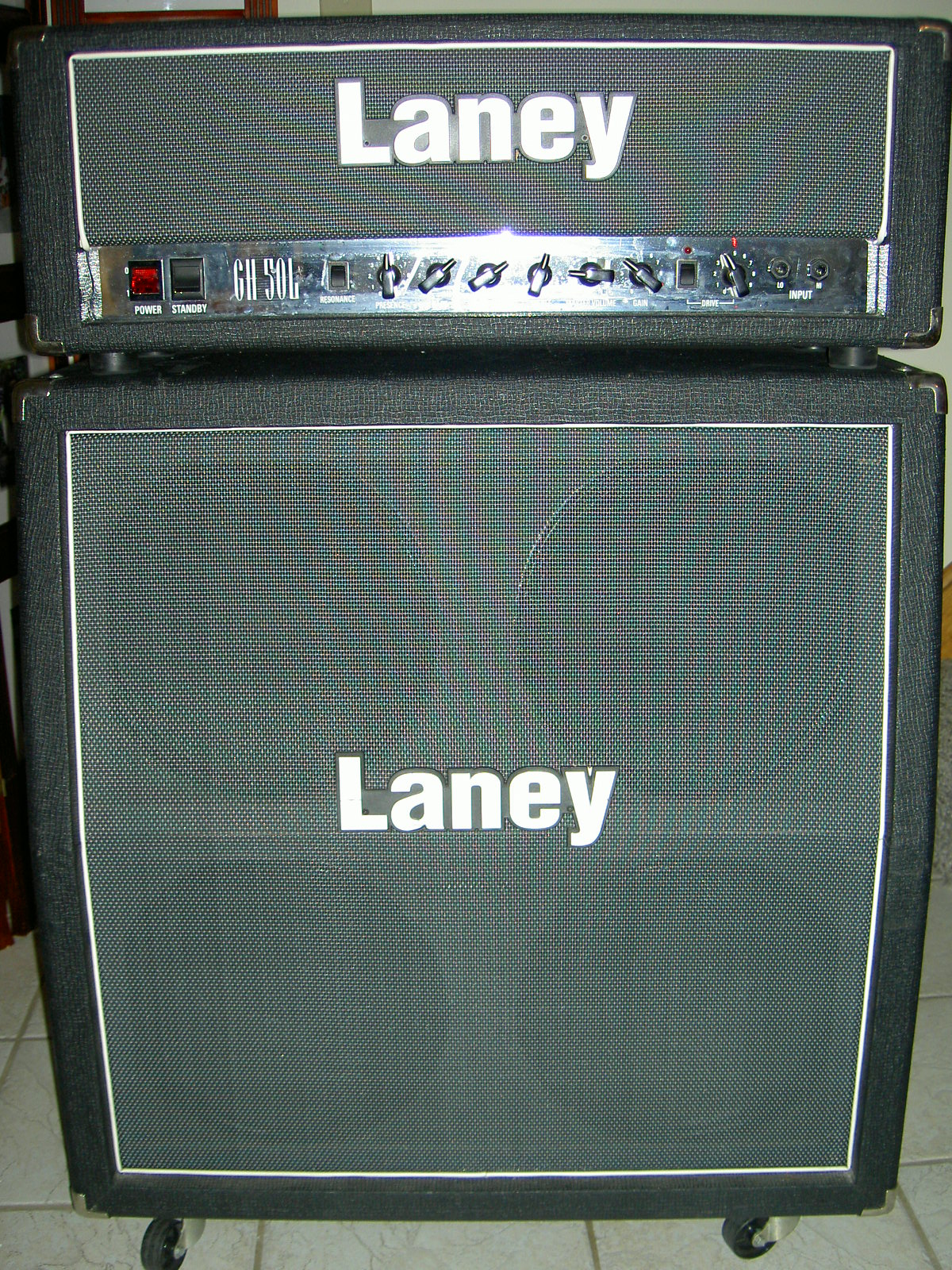
Laney GH50L s 4×12 reproboxem

## Historie
Firmu založil baskytarista Lyndon Laney, aby mohl vyrábět aparatury pro své kolegy. Laneyho výrobky byly velmi kvalitní a brzy si získaly další hudebníky z celého okolí Birminghamu. Oslovily i kytaristu z legendárních Black Sabbath - Tonyho Iommiho.
Laney aparatury byly charakteristické svým "heavy metalovým" zvukem a Laney se celá 70. a 80. léta věnoval vylepšování této vlastnosti. V 90. letech se zaměřil na čistý, méně zkreslený zvuk.

## Nabídka
V současnosti Laney nabízí:
- Pro elektrické kytary: Tranzistorové zesilovače (řady LG, LX), pololampové zesilovače (řada LV), lampové zesilovače (řady LC, VC, TT) a zesilovače pro elektroakustické kytary (řada LA).
- Pro basové kytary: Tranzistorové zesilovače (řada RB) a hybridní zesilovače (řada NXF)

## Známí uživatelé
- Tony Iommi
- Paul Gilbert
- George Lynch
- Steve Vai
- Joe Satriani
- Ace Frehley